# Fabrizio Ruffo
Fabrizio Dionigi Ruffo Colonna (San Lucido en Calabria, 16 de septiembre de 1744 - Nápoles, 13 de diciembre de 1827) fue un cardenal y político italiano del Reino de las Dos Sicilias. Lideró el movimiento popular antijacobino llamado sanfedismo, cuyos miembros eran conocidos como sanfedistas.

## Biografía
Nació en San Lucido, en Calabria Citra (hoy en la provincia de Cosenza), que en aquel entonces formaba parte de la provincia de Nápoles. Su padre, Litterio Ruffo, fue un aristócrata calabrés, acreedor del título de duque de Baranello. Su madre, Giustiniana, era parte de una familia romana de Colonna.
El tío de Fabrizio, el cardenal Tommaso Ruffo, se encargó de su educación. En aquel entonces, Don Tommaso era Decano del Colegio Cardenalicio. En sus primeros años de vida, él recibió la confianza de Giovanni Angelo Braschi, que en 1775 llegaría a ser el Papa Pío VI.
El Papa colocó a Fabrizio entre los chierici di camera, clérigos que ejercían funciones en el servicio civil y financiero del papado. Después, fue promovido a tesorero general, un puesto que involucraba el ministerio de guerra.
El biógrafo de Ruffo, Sachinelli, asegura que él provocó hostilidades, puesto que restringió los poderes feudales de algunos terratenientes de los Estados Pontificios. En 1791, fue destituido de la tesorería, pero fue ordenado cardenal el 2 de septiembre. Ruffo fue a Nápoles, donde se lo designó administrador del dominio real de Caserta, y recibió en commendam la abadía de Santa Sofía, Benevento.
A causa de la equidad de sus normas fiscales, se hizo enemigo de la aristocracia romana, que presionó al Pontífice. En 1791, el Papa Pío VI destituyó a Mons. Ruffo de su cargo y se ofreció a nombrarlo cardenal (según el tradicional proverbio latino promoveatur ut amoveatur). El 21 de febrero de 1794, Ruffo fue ordenado cardenal del diaconado romano de Sant'Angelo en Pescheria y encargado de la administración del Ager Romanus.
También anunció la elección del Papa León XII en el cónclave papal de 1823.

## Sanfedismo
En diciembre de 1798, las tropas francesas avanzaron sobre Nápoles, y Ruffo huyó a Palermo con la familia real. Los combatientes realistas escogieron a Ruffo para encabezar un movimiento realista en Calabria.
El 8 de febrero de 1799, Ruffo desembarcó en La Cortona con un pequeño número de seguidores y comenzó a formar el llamado "ejército de la santa fe" o de la "Santa Fede", en asociación con Michele Pezza (conocido como "Fra Diavolo") y otros líderes bandidos. Respaldado por la flota rusa del almirante Ushakov, Ruffo no tuvo dificultad en derrocar al gobierno republicano partenopeo establecido por los franceses, y en junio había avanzado hacia Nápoles.
Posiblemente, excediendo su autoridad, prometió a los republicanos napolitanos inmunidad contra represalias y obtuvo su rendición en junio de 1799. Mientras tanto, el contraalmirante Horatio Nelson, enviado desde Palermo por el rey Fernando, apareció en la bahía de Nápoles con su flota; reprendió al cardenal por su indulgencia y revocó los términos de la rendición.
Se afirmó que los republicanos se habían rendido en términos que no estaban claros. Una de las principales figuras republicanas, el ex almirante Francesco Caracciolo, fue ejecutado ignominiosamente el 30 de junio, a lo que siguieron represalias generalizadas y ejecuciones de otros simpatizantes republicanos en Nápoles.